# Naro (langue)
Pour les articles homonymes, voir Naro.
Le naro est une langue khoïsan du groupe des langues khoï, parlée au Botswana et en Namibie, proche du continuum linguistique gǁana-gǀui.